# Fontaine du Triton (Rome)
Pour les articles homonymes, voir Fontaine du Triton.
La fontaine du Triton (en italien : Fontana del Tritone) est une fontaine publique construite au XVIIe siècle, située piazza Barberini, à Rome. Elle est l'œuvre du sculpteur du Bernin pour le pape Urbain VIII.

## Historique
Alimentée par un des Aqueducs de Rome, la fontaine est réalisée entre 1642 et 1643, conjointement aux travaux de finition du palais Barberini.

## Description
Construite entièrement en travertin, elle représente un triton aux jambes écailleuses – figure mythologique liée à l'eau –  agenouillé sur les valves d'une énorme coquille soutenue par quatre dauphins. Le triton au buste musclé se tient avec la tête inclinée vers l'arrière pour souffler avec force dans une conque, qu'il soutient les bras soulevés, et qui émet de l'eau en irriguant abondamment l'ensemble de l'œuvre sculpturale pour retomber ensuite dans un bassin circulaire. La fontaine repose sur une sorte de piédestal formé par les queues entrelacées des dauphins entre lesquelles sont disposées les armoiries pontificales ainsi que les armes des Barberini représentées par des abeilles.

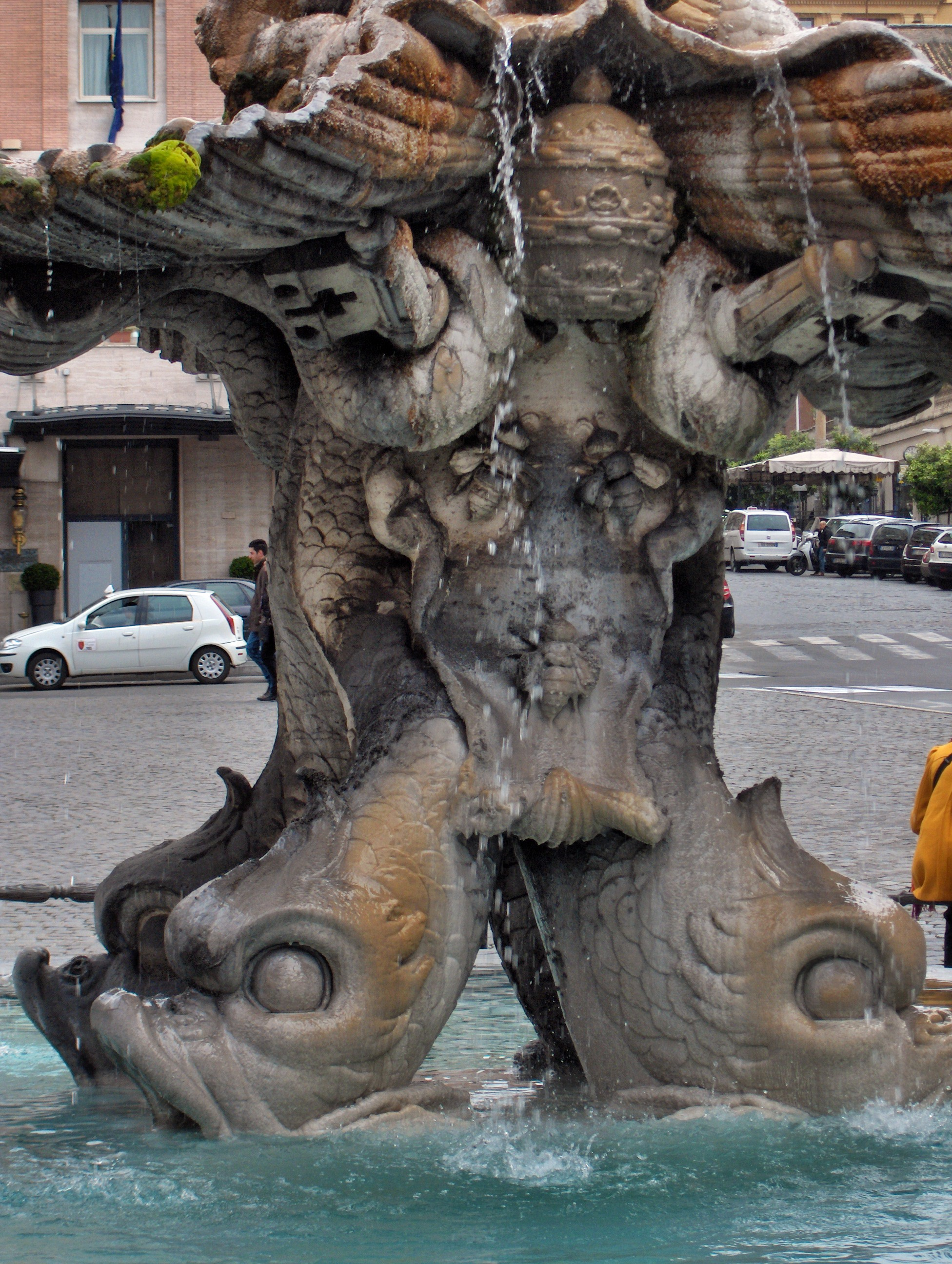
Détails de la fontaine.

## Autres fontaines du ou des Tritons
- 1709 - Olomouc, place de la République, fontaine des Tritons de Vaclav Render.
- 1715 - Rome, Place Santa Maria in Cosmedin, fontaine des Tritons de Francesco Bizzaccheri.
- début du XIXe siècle : Naples,  Piazza Cavour, fontaine du Triton de Carlo De Veroli
- milieu du XIXe siècle : Nice, fontaine des Tritons, jardin Albert-Ier